# Ёль (приток Локчима)
Ёль — река в России, протекает по Корткеросскому району РеспубликиКоми. Устье реки находится в 119 км по левому берегу реки Локчим примерно в 2 км к северу от деревни Четдино сельского поселения Мордино. Длина реки составляет 10 км.

## Данные водного реестра
По данным государственного водного реестра России относится к Двинско-Печорскому бассейновому округу, водохозяйственный участок реки — Вычегда от истока до города Сыктывкар, речной подбассейн реки — Вычегда. Речной бассейн реки — Северная Двина.
Код объекта в государственном водном реестре — 03020200112103000018020.